# Polythore aurora
Polythore aurora är en trollsländeart som först beskrevs av Selys 1879.  Polythore aurora ingår i släktet Polythore och familjen Polythoridae. IUCN kategoriserar arten globalt som livskraftig. Inga underarter finns listade i Catalogue of Life.